# Packl
Als Packl wird in der Wiener Volksmusik (Schrammelmusik) die Besetzung eines Duetts mit Akkordeon und Kontragitarre bezeichnet.
Im steirischen Dialekt (Österreich) steht Packl auch für Paket, im bayerischen Dialekt ist ein Packl eine Packung.
Im Wienerischen meint die Redewendung „Sich auf a Packl hauen“, wenn mehrere Personen sich gut verstehen und sich zusammenschließen.